# 7 août en sport
7 juillet 7 septembre
Chronologies thématiques
- Croisades
- Ferroviaires
- Disney

Le 7 août (219e jour de l'année ou 220e en cas d'année bissextile) en sport.

## Événements

### XIXesiècle
- 1858 :
  - (Football australien) : fondation du Melbourne Football Club[1].

### XXesièclede1901à1950
- 1926 :
  - (Sport automobile) : Grand Prix automobile de Grande-Bretagne.
  - (Sport automobile) : Grand Prix automobile de Pescara.
- 1932 :
  - (Athlétisme) : Jean Shiley établit le premier record du monde féminin du saut en hauteur à 1,65 mètre.

### XXesièclede1951à2000
- 1950 :
  - (Cyclisme /Tour de France) : Le Suisse Ferdi Kübler remporte le Tour de France 1950 devant le Belge Constant Ockers et le Français Louison Bobet.
- 1960 :
  - (Athlétisme) : À Erfurt, l'Allemande de l'Est Hildrun Claus, établit un nouveau record du monde du saut en longueur, avec un bond de 6,40 m.
- 1966 :
  - (Formule 1) : Grand Prix automobile d'Allemagne.
- 1983 :
  - (Athlétisme) : début, au stade olympique d'Helsinki (Finlande), des premiers championnats du monde d'athlétisme[2], organisés par l'IAAF, comportant 41 épreuves au total, dont 17 féminines.
  - (Formule 1) : Grand Prix automobile d'Allemagne.
- 1988 :
  - (Formule 1) : Grand Prix automobile de Hongrie.
- 1995 :
  - (Athlétisme) : À Göteborg lors des championnats du monde, le Britannique Jonathan Edwards bat à deux reprises consécutives le record du monde du triple saut. Sur son premier saut il devient le premier athlète à dépasser la limite des 18 mètres en conditions régulières. Le deuxième essai, 20 minutes plus tard, lui permet de porter le record à 18,29 m.

### XXIesiècle
- 2012 : 
  - (JO) : 14e jour de compétition aux Jeux olympiques de Londres.
- 2015 :
  - (Football /Ligue 1) : début de la saison de ligue 1 qui s'achèvera le 14 mai 2016.
  - (Natation /Championnats du monde) : en natation sportive, sur l'épreuve du 100 m nage libre dames, victoire de l'Australienne Bronte Campbell, sur le 200 m dos messieurs, victoire de l'Australien Mitch Larkin, sur le 200 m brasse féminin, victoire de la Japonaise Kanako Watanabe et sur le 200 m brasse masculin, victoire de l'Allemand Marco Koch. Dans le relais 4×200m masculin, victoire des Britanniques Daniel Wallace, Robert Renwick, Calum Jarvis et James Guy. En Water-polo, dans l'épreuve féminine, victoire des Américaines face aux Néerlandaises (5-4).
- 2016 :
  - (Jeux olympiques de Rio 2016) : 5e jour de compétition aux Jeux de Rio.
- 2017 :
  - (Athlétisme /Championnats du monde) : sur la 4e journée des Championnats du monde d'athlétisme, chez les hommes, victoire du Jamaïcain Omar McLeod sur 110 m haies ; chez les femmes, victoire de la Polonaise Anita Włodarczyk au lancer de marteau, de la Vénézuélienne Yulimar Rojas au triple saut et de la kényane Faith Kipyegon sur le 1 500 m.
- 2020 :
  - (Football /Ligue des champions) : deux matchs des huitièmes de finale retour de la deuxième semaine de la Ligue des champions qui étaient reportés en raison du Covid-19 se jouent dans les stades des clubs aujourd’hui et demain[3]. Manchester City élimine le Real Madrid et OL Lyon, la Juventus  de Turin[4].
- 2021 :
  - (JO /JO de Tokyo) : 18e journée des JO.
- 2024 :
  - (Jeux olympiques d'été /JO de Paris) : 14e jour de compétitions des Jeux olympiques.

## Naissances

### XIXesiècle
- 1877 : 
  - Ulrich Salchow, patineur artistique messieurs suédois. Champion olympique aux Jeux de Londres 1908. Champion du monde de patinage artistique messieurs 1901, 1902, 1903, 1904, 1905, 1907, 1908, 1909, 1910 et 1911. Champion d'Europe de patinage artistique messieurs 1898, 1899, 1900, 1904, 1906, 1907, 1909, 1910 et 1913. († 19 avril 1949).

### XXesièclede1901à1950
- 1902 : 
  - Douglas Lowe, athlète de demi-fond britannique. Champion olympique du 800m aux Jeux de Paris 1924 et aux Jeux d'Amsterdam 1928. († 30 mars 1981).
- 1920 : 
  - Édouard Klabinski, cycliste sur route polonais. Vainqueur du Critérium du Dauphiné 1947. († 4 mars 1997).
- 1927 : 
  - Art Houtteman, joueur de baseball américain. († 6 mai 2003).
- 1929 : 
  - Don Larsen, joueur de baseball américain. († 1er janvier 2020).
- 1932 : 
  - Abebe Bikila, athlète de fond éthiopien. Champion olympique du marathon aux Jeux de Rome 1960 et aux Jeux de Tokyo 1964. († 25 octobre 1973).
- 1933 :
  - Eddie Firmani, footballeur puis entraîneur anglo-italo-sud-africain. (2 sélections avec l'équipe d'Italie).
- 1937 : 
  - Zoltán Berczik, pongiste puis entraîneur et dirigeant sportif hongrois. Champion d'Europe de tennis de table en individuel, par équipes et en double mixte 1958 et 1960. († 11 janvier 2011).
- 1942 : 
  - Carlos Monzón, boxeur argentin. Champion du monde de boxe poids moyens de 1970 à 1977. († 8 janvier 1995).
- 1945 : 
  - Alan Page, joueur de foot U.S. américain.
- 1946 : 
  - Nick Adams, pilote de course automobile d'endurance britannique.
- 1947 : 
  - Kerry Reid, joueuse de tennis australienne. Victorieuse de l'Open d'Australie 1977 ainsi que de la Fed Cup 1968.
- 1948 : 
  - Greg Chappell, joueur de cricket australien. (87 sélections en test cricket).
  - Christian Ravel, pilote de vitesse moto français. († 8 juillet 1971).
- 1950 :
  - Dom Capers, entraîneur de foot U.S. américain.
  - Dave Wottle, athlète de demi-fond américain. Champion olympique du 800m aux Jeux de Munich 1972. Codétenteur du record du monde du 800 m du 1er juillet 1972 au 27 juin 1973.

### XXesièclede1951à2000
- 1952 :
  - Gérard Gili, footballeur puis entraîneur français. Sélectionneur de l'équipe d'Égypte de 1999 à 2000 puis de l'équipe de Côte d'Ivoire en 2008.
  - Kees Kist, footballeur néerlandais. (21 sélections en équipe nationale).
- 1955 :
  - Chantal Réga, athlète de sprint et des haies française. Médaillée de bronze sur 400 m haies aux Championnats d'Europe d'athlétisme 1982.
- 1957 :
  - Alexander Dityatin, gymnaste soviétique puis russe. Médaillé d'argent du concours complet par équipes, des anneaux aux Jeux de Montréal 1976 puis champion olympique du concours complet, des anneaux et par équipes, médaillé d'argent du cheval d'arçon du saut de cheval, des barres parallèles et de la barre fixe, médaillée de bronze au sol aux Jeux de Moscou 1980. Champion du monde de gymnastique artistique du concours individuel et par équipes, des anneaux, et du saut de cheval 1979. Champion du monde de gymnastique artistique du concours complet par équipes, des anneaux et des barres parallèles 1981. Champion d'Europe de gymnastique des anneaux et du saut de cheval 1979.
- 1958 :
  - Larissa Karlova, handballeuse soviétique puis ukrainienne. Championne olympique aux Jeux de Montréal 1976 et aux Jeux de Moscou 1980 puis médaillée de bronze aux Jeux de Séoul 1988. Championne du monde féminin de handball 1982 et 1986. Victorieuse des Ligues des champions féminine 1977, 1979, 1981, 1983, 1985, 1986, 1987 et 1988.
  - Alberto Salazar, athlète de fond américain. Vainqueur des Marathon de New York 1980, 1981 et 1982 ainsi que du Marathon de Boston 1982.
- 1960 :
  - Steven Rooks, cycliste sur route néerlandais. Vainqueur de Liège-Bastogne-Liège 1983 et l'Amstel Gold Race 1986.
- 1961 :
  - Yelena Davydova, gymnaste soviétique puis russe. Championne olympique du concours général individuel et par équipes puis médaillée d'argent de la poutre aux jeux de Moscou 1980. Championne du monde de gymnastique artistique du concours général par équipes 1981.
- 1965 :
  - Jocelyn Angloma, footballeur puis entraîneur français. Vainqueur de la Ligue des champions 1993. (37 sélections en équipe de France).
- 1973 :
  - Oswald Tanchot, footballeur puis entraîneur français.
- 1974 :
  - Yohan Bernard, nageur de brasse puis entraîneur français. Médaillé d'argent sur 200 m brasse aux Championnats d'Europe de natation 2002 et de bronze aux Championnats d'Europe de natation 1999.
- 1975 :
  - Edgar Renteria, joueur de baseball colombien.
- 1976 :
  - Nicolas Brusque, joueur de rugby à XV français. Vainqueur du Grand chelem 2002 et 2004, du Tournoi des six nations 2006, et du Bouclier européen 2000. (26 sélections en équipe de France).
- 1979 :
  - Youssef Baba, athlète de fond marocain. Champion d'Afrique d'athlétisme du 1 500m 2000.
- 1981 :
  - Ingvill Måkestad Bovim, athlète de fond norvégienne.
- 1982 :
  - Souhad Ghazouani, haltérophile française. Médaillée d'argent en développé-couché des -60 kg aux Jeux d'Athènes 2004, médaillée de bronze aux Jeux de Pékin 2008, championne olympique des -67,5 kg aux Jeux de Londres 2012 puis médaillée d'argent des -73 kg aux Jeux de Rio 2016.
  - Juan Martín Hernández, joueur de rugby à XV argentin. Vainqueur de la Coupe d'Europe de rugby à XV 2015. (64 sélections en équipe nationale).
  - Marquise Hill, joueur de foot U.S. américain. († 27 mai 2007).
  - Yana Klochkova, nageuse ukrainienne. Championne olympique du 200 mètres 4 nages et du 400 mètres 4 nages puis médaillé d'argent sur 800 m aux Jeux de Sydney 2000 puis aux Jeux de d'Athènes 2004. Championne du monde de natation du 400 m 4 nages 2001 puis championne du monde de natation du 200 m et 400 m 4 nages 2003. Championne d'Europe de natation du 200 m et 400 m 4 nages 1999 et 2004 puis championne d'Europe de natation du 200 m et 400 m 4 nages 2000 et 2002.
  - Marco Melandri, pilote de moto italien. Champion du monde de vitesse moto en 250 cm3 2002. (41 victoires en Grand Prix).
  - Shona Thorburn, basketteuse canadienne.
- 1983 :
  - Andriy Grivko, cycliste sur route ukrainien.
- 1984 :
  - Lester Hudson, basketteur américain.
- 1985 :
  - Ghislain Gimbert, footballeur français.
  - Daniel Gimeno-Traver, joueur de tennis espagnol.
  - Loïc Perrin, footballeur français.
- 1986 :
  - Valter Birsa, footballeur slovène. (83 sélections en équipe nationale).
  - Ardo Kreek, volleyeur estonien. Vainqueur de la Coupe de la CEV masculine 2014. (173 sélections en équipe nationale).
- 1987 :
  - Sidney Crosby, hockeyeur sur glace canadien. Champion olympique aux Jeux de Vancouver 2010 puis aux Jeux de Sotchi 2014. Champion du monde de hockey sur glace 2015.
  - Gert Van Walle, volleyeur belge.
- 1988 :
  - Jonathan Bernier, hockeyeur sur glace canadien.
  - Adrien Moerman, basketteur français. (9 sélections en Équipe de France).
  - Marie Patouillet, cycliste handisport française. Médaillée de bronze de la poursuite C5 et de l'épreuve sur route C5 aux Jeux de Tokyo 2020.
- 1989 :
  - DeMar DeRozan, basketteur américain. Champion olympique aux Jeux de Rio 2016. Champion du monde de basket-ball 2014.
  - Megumi Kinukawa, athlète de fond japonaise.
  - Loïc Lampérier, hockeyeur sur glace français. (55 sélections en équipe de France).
- 1990 :
  - Axel Domont, cycliste sur route français.
  - Victoria Macaulay, basketteuse américaine.
  - Hermann Pernsteiner, cycliste sur route autrichien.
  - Adrien Pélissié, joueur de rugby à XV français. (7 sélections en équipe de France).
- 1991 :
  - Lénora Guion-Firmin, athlète de sprint française. Médaillée de bronze du relais 4×400m aux Mondiaux d'athlétisme 2013. Médaillée d'argent du relais 4×100m aux CE d'athlétisme 2012.
  - Luis Salom, pilote de moto espagnol. (9 victoires en Grand prix). († 3 juin 2016)
  - Mike Trout, joueur de baseball américain.
- 1992 :
  - Adrien Backscheider, fondeur français. Médaillé de bronze du relais 4×10km aux Jeux de Pyeongchang 2018. Médaillé de bronze du relais 4×10 km en ski de fond aux Mondiaux de ski nordique 2015 et 2019.
  - Alex Schalk, footballeur néerlandais.
  - Adam Yates, cycliste sur route britannique. Vainqueur du Tour de Turquie 2014.
- 1993 :
  - David Hovorka, footballeur tchèque. (2 sélections en équipe nationale).
  - Cedate Gomes Sa, joueur de rugby à XV franco-portugais. (10 sélections en équipe de France).
- 1994 :
  - Jordan Fouse, basketteur américain.
  - Ryan Mullen, cycliste sur route irlandais.
  - Popoola Saliu, footballeur nigérian. Médaillé de bronze aux Jeux de Rio 2016.
- 1996 :
  - Aaron Boupendza, footballeur gabonais. († 16 avril 2025).
  - Hayato Araki, footballeur japonais.
  - Gauthier Hein, footballeur français.
  - Mykhailo Romanchuk, nageur ukrainien. Médaillé d'argent du 1 500m et de bronze du 800m nage libre aux Jeux de Tokyo 2020. Champion d'Europe de natation du 400m, du 800m et du 1 500m nage libre 2018 puis du 800 et 1 500m nage libre 2020.
- 1997 :
  - Donta Hall, basketteur américain.
- 2000 :
  - David Jurásek, footballeur tchèque. (3 sélections en équipe nationale).

### XXIesiècle
- 2001 :
  - Daiki Hashimoto, gymnaste japonais. Champion olympique du concours général individuel et de la barre fixe, médaillé d'argent du général par équipes aux Jeux de Tokyo 2020 puis champion olympique par équipes aux Jeux de Paris 2024. Champion du monde de gymnastique artistique du concours général individuel 2022, du concours général individuel et par équipes puis de la fixe 2023.
- 2006 :
  - Filip Rózga, footballeur polonais.

## Décès

### XXesièclede1901à1950
- 1904 :
  - Louis Dutfoy, 44 ans, tireur français. Médaillé d'argent du 50 m pistolet d'ordonnance, par équipes aux Jeux de Paris 1900. (° 12 janvier 1860).
- 1909 :
  - Arthur Guillemard, 63 ans, joueur de rugby à XV, joueur de cricket, footballeur et dirigeant sportif anglais. (1 sélection avec l'équipe d'Angleterre de rugby à XV). (° 18 décembre 1945).
- 1914 :
  - Marcel Kerff, 48 ans, cycliste sur route belge. (° 2 juin 1866).
- 1939 :
  - Charlie Roberts, 56 ans, footballeur anglais. (3 sélections en équipe nationale). (° 6 avril 1883).

### XXesièclede1951à2000
- 1956 :
  - Arvid Andersson, 75 ans, tireur à la corde suédois. Champion olympique aux Jeux de Stockholm 1912. (° 9 juillet 1881).
- 1962 : 
  - Carl-Otto Bremer, 29 ans, pilote de courses automobile finlandais. (° 4 juillet 1933).
- 1965 : 
  - Jean Dargassies, 93 ans, cycliste sur route français. (° 15 juillet 1872).
- 1973 : 
  - José Villalonga, 53 ans, entraîneur de football espagnol. Vainqueur des Coupe des clubs champions 1956 et 1957 puis de la Coupe d'Europe des vainqueurs de coupe 1962. Sélectionneur de l'équipe d'Espagne de 1962 à 1966, championne d'Europe de football 1964. (° 4 décembre 1919).
- 1974 : 
  - Sylvio Mantha, 72 ans, hockeyeur sur glace canadien. (° 14 avril 1902).

### XXIesiècle
- 2017 :
  - Don Baylor, 68 ans, joueur de baseball américain. (° 28 juin 1949).